# Tiếng Munda
Tiếng Munda (Muɳɖa) hay tiếng Mundari (Munɖari) là một ngôn ngữ Munda trong ngữ hệ Nam Á, là bản ngữ của người Munda ở những bang Jharkhand, Odisha, Tây Bengal miền đông Ấn Độ. Nó có quan hệ gần với tiếng Santal. Rohidas Singh Nag là người sáng tạo nên Mundari Bani, một hệ chữ dùng để viết tiếng Munda. Ngoài ra, tiếng Munda còn được viết bằng Devanagari, chữ Odia, chữ Bengal, và chữ Latinh.

## Lịch sử
Theo nhà ngôn ngữ học Paul Sidwell (2018), nhóm ngôn ngữ Munda đến miền duyên hải Odisha từ Đông Nam Á lục địa khoảng 4000–3500 năm trước, sau khi người Ấn-Arya đã đến Odisha.

## Phân bố
Tiếng Munda hiện diện ở huyện Ranchi, Khunti, Seraikela Kharsawan, Tây Singhbhum, Đông Singhbhum của Jharkhand, cũng như ở Mayurbhanj, Kendujhar, Baleshwar, Sundargarh của Odisha.

## Phương ngữ
Toshiki Osada (2008:99), theo Encyclopaedia Mundarica (quyển 1, trang 6), liệt kê các phương ngữ tiếng Munda sau, hầu hết nói ở bang Jharkhand.
- Hasada ([hasa-daʔ]): phía đông tuyến đường Ranchi-Chaibasa
- Naguri ([naguri]): phía tây tuyến Ranchi-Chaibasa
- Tamaria ([tamaɽ-ia]) hay Latar: vùng Panchpargana (Bundu, Tamar, Silli, Baranda, and Rahe)
- Kera ([keraʔ])

Bhumij, được nhiều nguồn liệt kê là ngôn ngữ riêng rẽ, trên thực tế có thể là một tiểu phương ngôn của phương ngữ Latar (Tamaria). Nó được nói ở Jharkhand và ở huyện Mayurbhanj, Odisha (Anderson 2008:196). Có khoảng 50,000 người nói tiếng Bhumij.

## Âm vị học
Hệ thống âm vị tiếng Munda tương tự những ngôn ngữ Nam Á lân cận nhưng có phần khác biệt với các ngôn ngữ Ấn-Arya hay Dravida. Ảnh hưởng ngoại lai rõ ràng nhất có lẽ là ở hệ thống nguyên âm. Trong khi ngôn ngữ Môn-Khmer ở Đông Nam Á giàu về hệ thống nguyên âm, tiếng Munda chỉ có năm nguyên âm. Hệ thống nguyên âm tiếng Munda tương tự đa phần ngôn ngữ Nam Á khác, điểm khác biệt rõ rệt nhất là loạt phụ âm quặt lưỡi (xuất hiện chủ yếu trong từ mượn). (Osada 2008)

### Nguyên âm
Tiếng Munda có hệ thống 5 âm vị nguyên âm. Tất cả nguyên âm có dạng ngắn-dài lẫn dạng mũi hoá, nhưng tất cả là tha âm, không mang tính âm vị. Nguyên âm trong từ đơn âm tiết mở dài hơn hẳn so với âm tiết đóng. Nguyên âm đứng sau âm mũi, /ɟ/, /ɳ/ đều mũi hoá. Nguyên âm đứng trước /ɳ/ cũng mũi hoá.
|      | Trước | Giữa | Sau |
| ---- | ----- | ---- | --- |
| Đóng | i     |      | u   |
| Giữa | e     |      | o   |
| Mở   |       | a    |     |

### Phụ âm
Hệ thống phụ âm tiếng Munda bao gồm 23 âm vị cơ bản. Trong phương ngữ Naguri và Kera, các âm tắc bật hơi là âm vị (trong bản dưới đặt trong dấu ngoặc đơn).
|          |           | Môi  | Răng | Quặt lưỡi | Vòm   | Ngạc mềm | Thanh hầu |
| -------- | --------- | ---- | ---- | --------- | ----- | -------- | --------- |
| Tắc      | vô thanh  | p    | t̪    | ʈ         | t͡ɕ    | k        | ʔ         |
| Tắc      | bật hơi   | (pʰ) | (t̪ʰ) | (ʈʰ)      | (t͡ɕʰ) | (kʰ)     |           |
| Tắc      | hữu thanh | b    | d̪    | ɖ         | d͡ʑ    | g        |           |
| Xát      |           |      | s̪    |           |       |          | h         |
| Mũi      |           | m    | n̪    | ɳ         | ɲ     | ŋ        |           |
| Tiếp cận |           | w    | l    | ɽ         | j     |          |           |
| Rung     |           |      | r    |           |       |          |           |

## Từ vựng

### Số đếm
| Số       | Tiếng Munda | Phiên âm       | Dịch nghĩa   |
| -------- | ----------- | -------------- | ------------ |
| 1        | मियद         | Miyad          | Một          |
| 2        | बारिया         | Baria          | Hai          |
| 3        | आपिया         | Apia           | Ba           |
| 4        | उपनिआ        | Upnia          | Bốn          |
| 5        | मोड़ेया         | Modea          | Năm          |
| 6        | तुरिया         | Turia          | Sáu          |
| 7        | एया          | Are            | Bảy          |
| 8        | इरलिया        | Erlia          | Tám          |
| 9        | आरेया         | Area           | Chín         |
| 10       | गेलेया         | Galea          | Mười         |
| 11       |             | Gel Miyad      | Mười một     |
| 12       |             | Gel Bariya     | Mười hai     |
| 13       |             | Apiya          | Mười ba      |
| 14       |             | Upuna          | Mười bốn     |
| 15       |             | Modeya         | Mười lăm     |
| 16       |             | Turiya         | Mười sáu     |
| 17       |             | Eya            | Mười bảy     |
| 18       |             | Iriliya        | Mười tám     |
| 19       |             | Areya          | Mười chín    |
| 20       |             | Mid Hisi       | Hai mươi     |
| 21       |             | Hisi Miyad     | Hai mươi mốt |
| 30       |             | Mid hisi Gel   | Ba mươi      |
| 31       |             | Hisi Gel Miyad | Ba mươi mốt  |
| 40       |             | Bar Hisi       | Bốn mươi     |
| 41       |             | Bar Hisi Miyad | Bốn mươi     |
| 50       |             | Bar Hisi Gel   | Năm mươi     |
| 60       |             | Aapi Hisi      | Sáu mươi     |
| 70       |             | Aapi Hisi Gel  | Bảy mươi     |
| 80       |             | Upun Hisi      | Tám mươi     |
| 90       |             | Upun Hisi Gel  | Chín mươi    |
| 100      |             | Mid Saaye      | Một trăm     |
| 200      |             | Bar Saaye      | Hai trăm     |
| 1000     |             | Mid Hazar      | Một nghìn    |
| 1,00,000 |             | Mid Lak        | Một lakh     |

### Xưng hô
| Tiếng Munda | Phiên âm | Dịch nghĩa          |
| ----------- | -------- | ------------------- |
| एङ्गा         | Eṅga     | Mẹ                  |
| आपु          | Apu      | Cha                 |
| हागा          | Haga     | Anh/em trai         |
| मिसि          | Misi     | Chị/em gái          |
| गुया          | Guya     | anh em chị chồng/vợ |
| गति          | Gati     | Bạn bè              |
|             | Hon koṛa | Con trai            |
|             | Hon Kuṛi | Con gái             |

### Động từ
| Tiếng Munda | Phiên âm   | Dịch nghĩa    |
| ----------- | ---------- | ------------- |
| रिकाएआ        | Rikā'ē'ā   | Làm           |
| ओलेआ         | Ol'ē'ā     | Viết          |
| जगरेआ        | Jagor'ē'ā  | Nói           |
| पढ़वएआ       | Padv'ē'ā   | Đọc           |
| लेलेआ         | Lel'ē'ā    | Nhìn/thấy     |
| सेनेआ         | Sen'ē'ā    | Đi/đến cùng   |
| नमेआ         | Nem'ē'ā    | Tìm thấy      |
| निरेआ         | Nir'ē'ā    | Chạy          |
| सबेआ         | Sab'ē'ā    | Giữ           |
| लेका एआ       | Leka'ē'ā   | Đếm           |
| मुकाएआ        | Muka'ē'ā   | Đo lường      |
| रिका एआ       | Rika'ē'ā   | Cắt           |
| হেড়েম         | Hedem      | Ngọt          |
|             | Kete-e     | Cứng          |
|             | Lebe-e     | Mềm           |
|             | Singi      | Mặt trời      |
|             | Chandu-u   | Trăng         |
|             | Ipil       | Sao           |
|             | Sirma      | Bầu trời      |
|             | Ote Dishum | Trái Đất      |
|             | Rimil      | Mây           |
|             | Hoyo       | Không khí/gió |
|             | Gitil      | Cát           |
|             | Dhudi      | Bụi           |
|             | Losod      | Bùn           |
|             | Hodomo     | Cơ thể        |
|             | Tasad      | Cỏ            |
|             | Daru       | Cây           |
|             | Sakam      | Lá            |
|             | Dayir      | Nhánh cây     |

## Ngữ pháp
Tiếng Munda từng được cho không có từ loại, vì vậy các danh từ, động từ và tính từ chỉ được phân biệt qua ngữ cảnh. Tuy nhiên quan điểm này đã bị phản bác bởi Evans và Osada vào năm 2005.